# Viaggio apostolico di Francesco in Armenia 2016
Per il suo XIV viaggio apostolico papa Francesco si è recato in Armenia, per incontrare e far visita alla comunità cattolica, alla Chiesa apostolica armena ed al Catholicos Karekin II.
Si tratta della seconda visita di un Pontefice in Armenia dopo quella di Giovanni Paolo II nel 2001.

## Svolgimento del viaggio

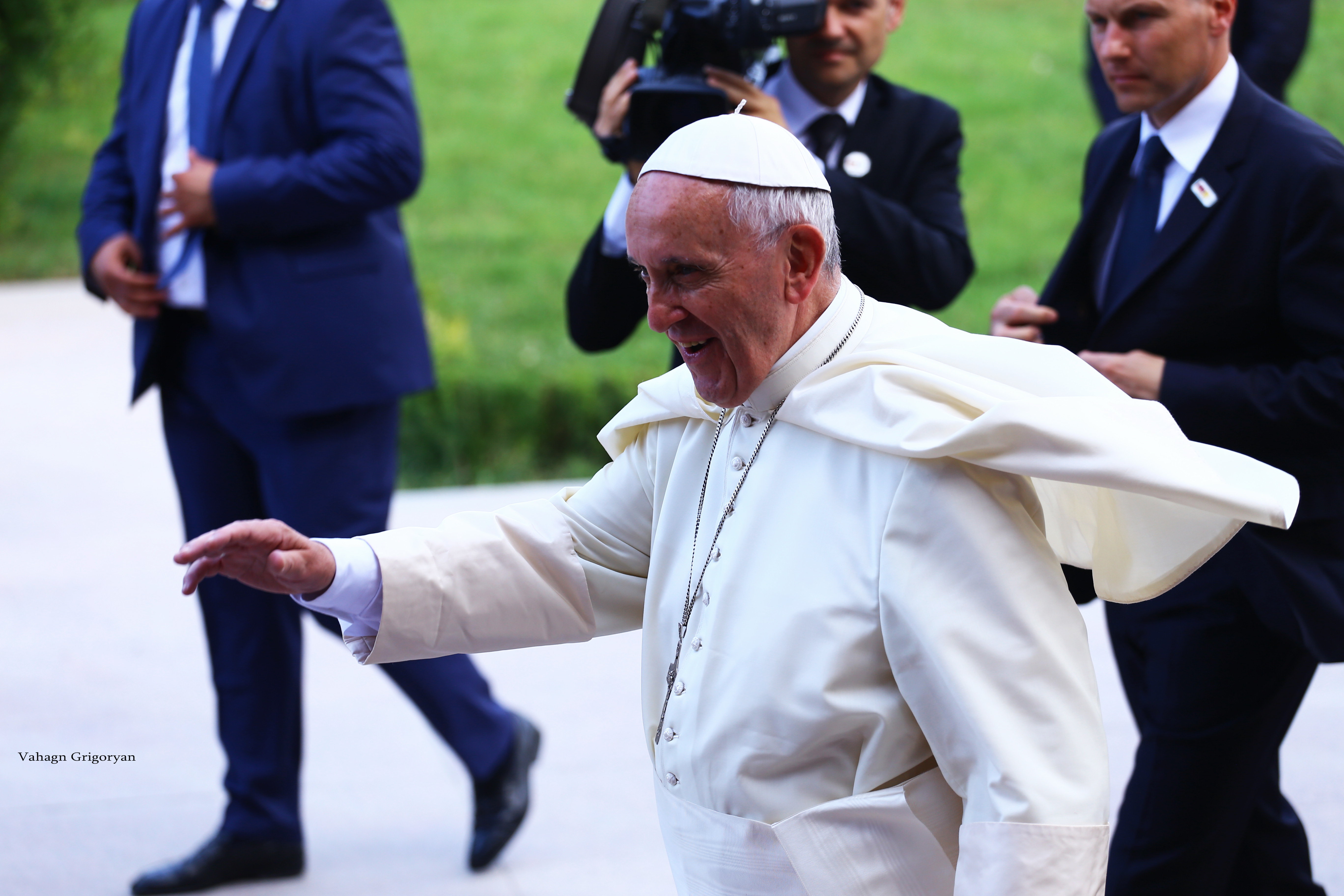
Il Papa in Armenia

### 24 giugno 2016
In mattinata papa Francesco è partito dall'aeroporto di Roma-Fiumicino alla volta di Yerevan, dove è arrivato nel primo pomeriggio. Dopo la cerimonia di benvenuto all'aeroporto internazionale "Zvartnots" il Papa si è recato immediatamente alla Cattedrale Apostolica di Echmiadzin per una visita di preghiera. Nel tardo pomeriggio il Santo Padre si è recato in visita di cortesia al Presidente Serž Sargsyan nel Palazzo Presidenziale, dove ha anche incontrato le autorità della Repubblica e il Corpo Diplomatico.. In serata ha incontrato, nel Palazzo Apostolico, privatamente, il Catholicos di tutta l'Armenia.

### 25 giugno 2016

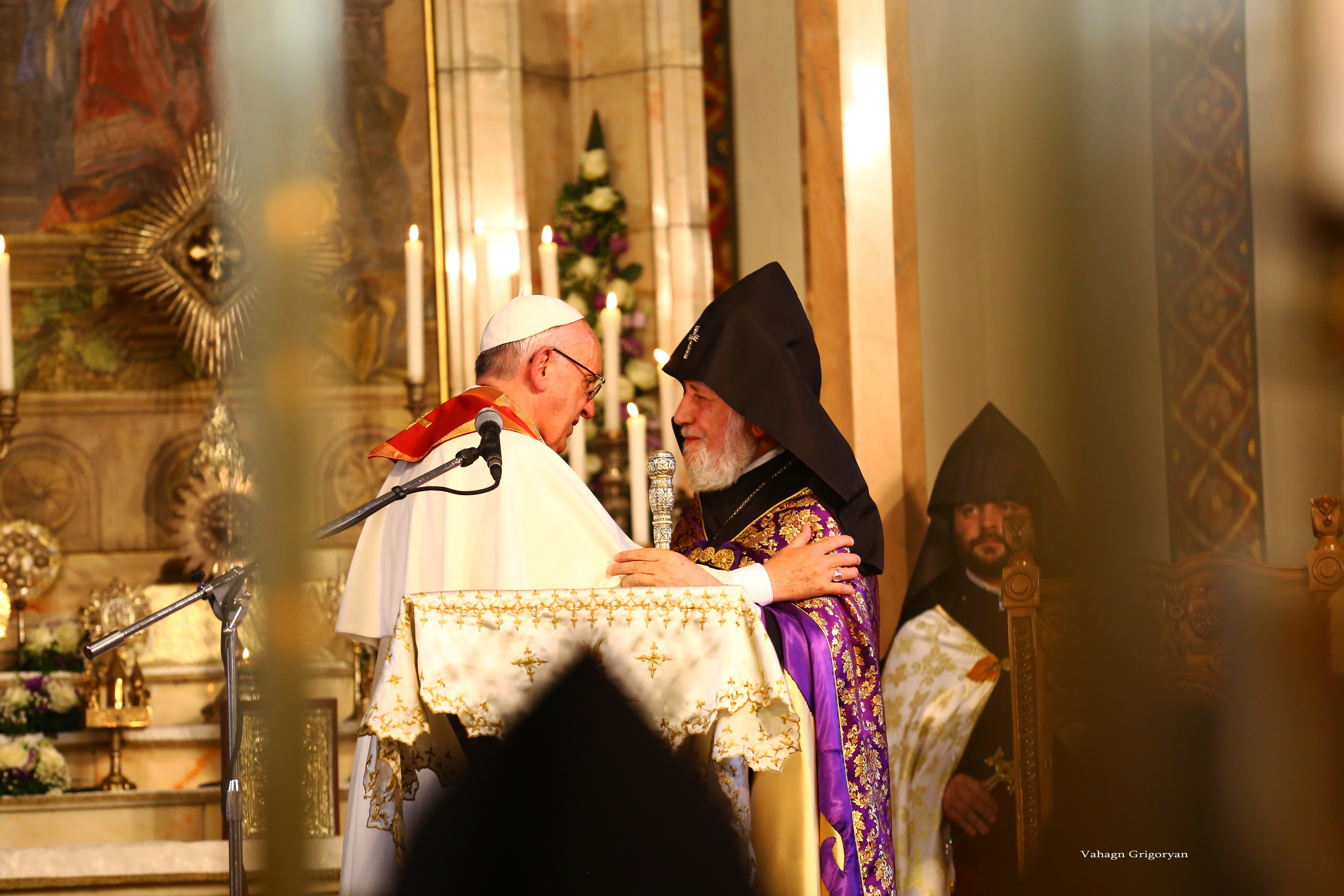
Papa Francesco e il Patriarca Karekin II

In mattinata, prima di trasferirsi a Gyumri, il Papa si è recato in visita al Memoriale del genocidio armeno. Subito dopo il suo arrivo a Gyumri ha celebrato la Santa Messa in Piazza Vartanants. Nel pomeriggio il Pontefice ha visitato la Cattedrale Apostolica Armena delle Sette Piaghe e la Cattedrale Armeno Cattolica dei Santi Martiri, e, successivamente, ha fatto ritorno a Yerevan, dove, nella Piazza della Repubblica, ha partecipato ad un incontro ecumenico con preghiera per la pace, ultimo evento della giornata.

### 26 giugno 2016

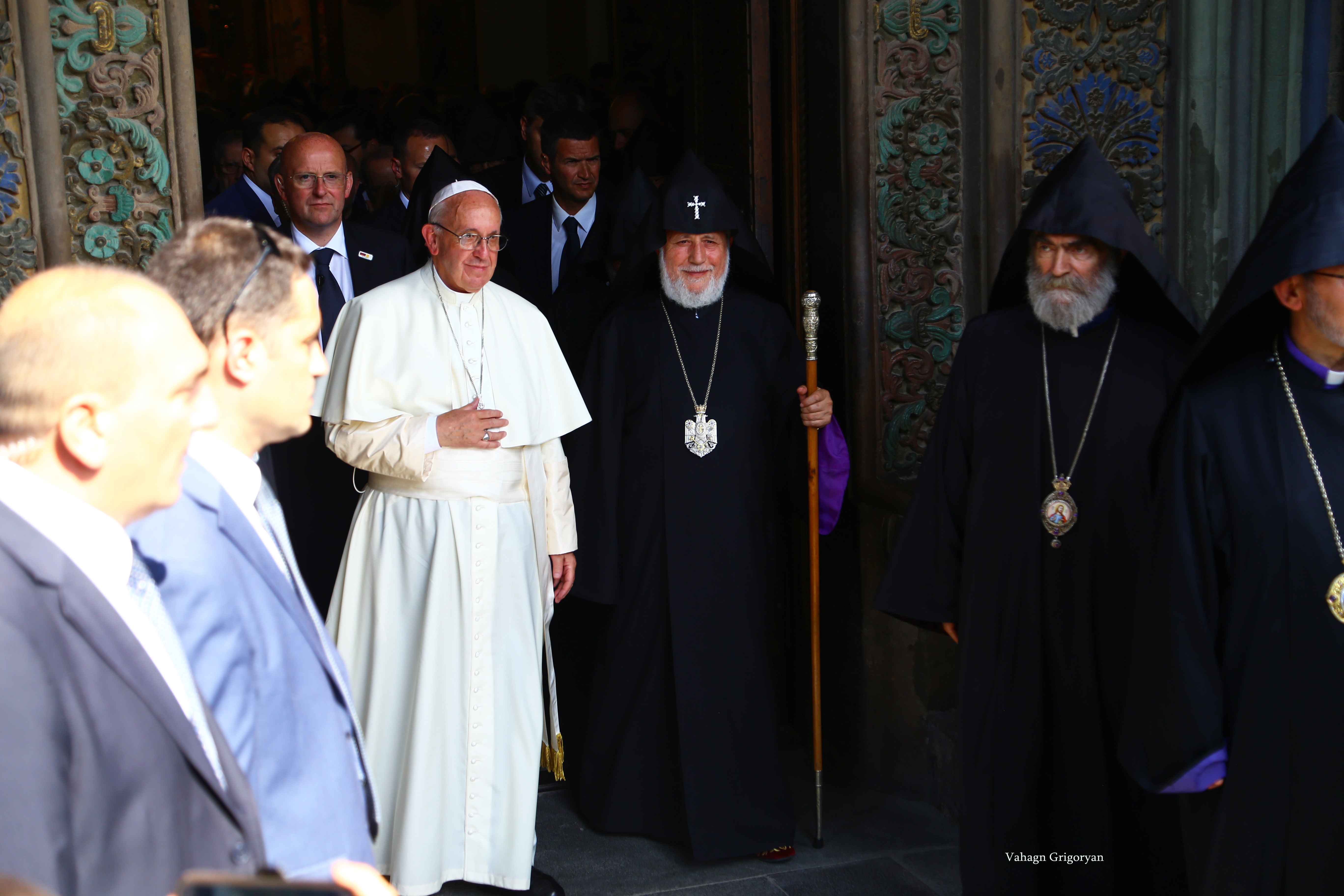
Il Papa e il Catholicos di tutta l'Armenia

Nel suo ultimo giorno di visita in Armenia, il Papa ha incontrato, nel Palazzo Apostolico, i Vescovi Armeno-Cattolici. Successivamente ha partecipato alla Divina Liturgia all'esterno della Cattedrale Apostolica Armena di Etchmiadzin, celebrata dal patriarca Karekin II. Al termine il Papa, il Catholicos, gli Arcivescovi e i Vescovi Apostolici Armeni, i Vescovi Cattolici Armeni e tutto il Seguito Papale hanno pranzato nel Palazzo Apostolico, dove, il Pontefice e Karekin II hanno firmato una dichiarazione comune. Nel pomeriggio, il Papa ha incontrato, nel Palazzo Apostolico, i delegati e i benefattori della Chiesa Apostolica Armena. Successivamente, si è recato in preghiera al Monastero Khor Virap, non lontano dal confine con la Turchia, dove ha liberato due colombe insieme al Catholicos, in direzione del monte Ararat. Infine, il Pontefice, si è recato in aeroporto per la cerimonia di congedo dall'Armenia, e per la partenza per Roma, dove è arrivato in serata.